# Cmentarz Komunalny w Cieszynie
Cmentarz Komunalny w Cieszynie przy ulicy Katowickiej został uruchomiony w 1891 roku, kiedy na potrzeby miasta przestał wystarczać cmentarz przy kościele św. Jerzego z 1884 roku. Jest to obecnie największa nekropolia miasta.
Założenie cmentarne obejmuje obszar 6,94 ha z działami o prostokątnym lub kwadratowym kształcie z licznym drzewostanem. W najstarszej części działy oznaczone zostały zabytkowymi tablicami działowymi z żeliwa odlanymi w hucie w Trzyńcu. Główne wejście na cmentarz prowadzi przez ozdobną bramę wjazdową w stylu austriackiego baroku z kopułą, w której do 1950 roku znajdował się dzwon używany podczas pogrzebów. W bocznych ścianach bramy osadzone są dwie duże płaskorzeźby przedstawiające „Złożenie do grobu” oraz „Zmartwychwstanie Chrystusa”. Do bramy przylega kaplica pogrzebowa oraz budynek administracyjny.
W głównej alei znajduje się Grób Zasłużonych, gdzie pochowani zostali m.in. Ludwik Brożek, Bronisław Czuma, Jan Foltyn, Józef Londzin, Karol Miarka, Gustaw Morcinek, Franciszek Popiołek, Paweł Stalmach, Ignacy Świeży, Maria Wardas i Wincenty Zając.
W pobliżu znajduje się pomnik grobowy burmistrza Cieszyna Johanna Demla von Elswehr w kształcie katafalku z wystawioną trumną z 1897 roku. Na cmentarzu zlokalizowano także kwatery żołnierzy I wojny światowej oraz zbiorową mogiłę 81 ofiar hitlerowskich rozstrzeliwań na Starym Cmentarzu Żydowskim w Cieszynie. Znajdują się tu również kwatery zmarłych sióstr i braci cieszyńskich zakonów (m.in. matka generalna Helena Tichy SCB).
Większość niemieckich napisów na nagrobkach została zniszczona.
W nowej części cmentarza złożono 10 grudnia 2010 roku prochy Gwido Langera - współtwórcy sukcesu złamania Enigmy.

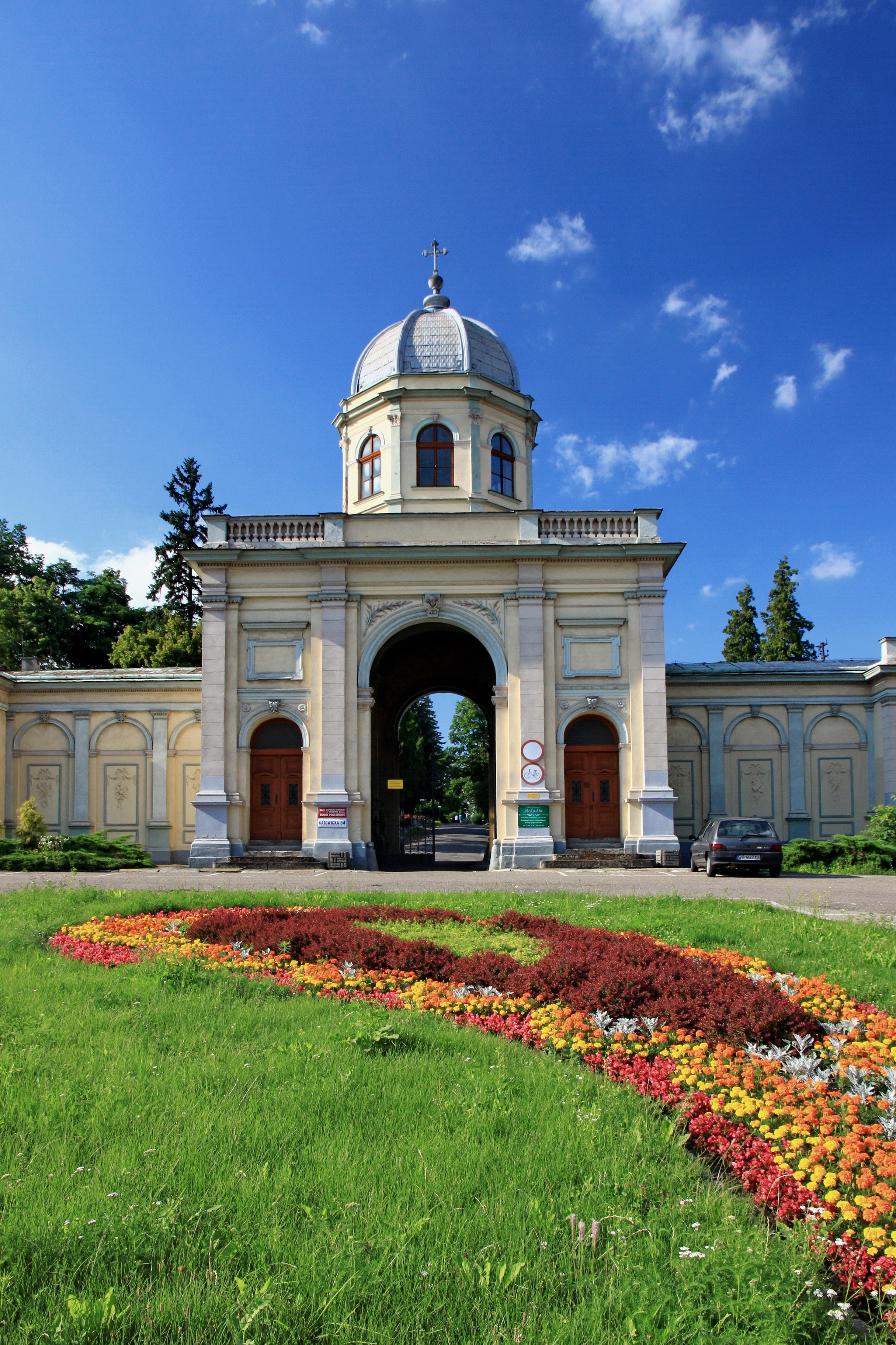
Brama cmentarza komunalnego
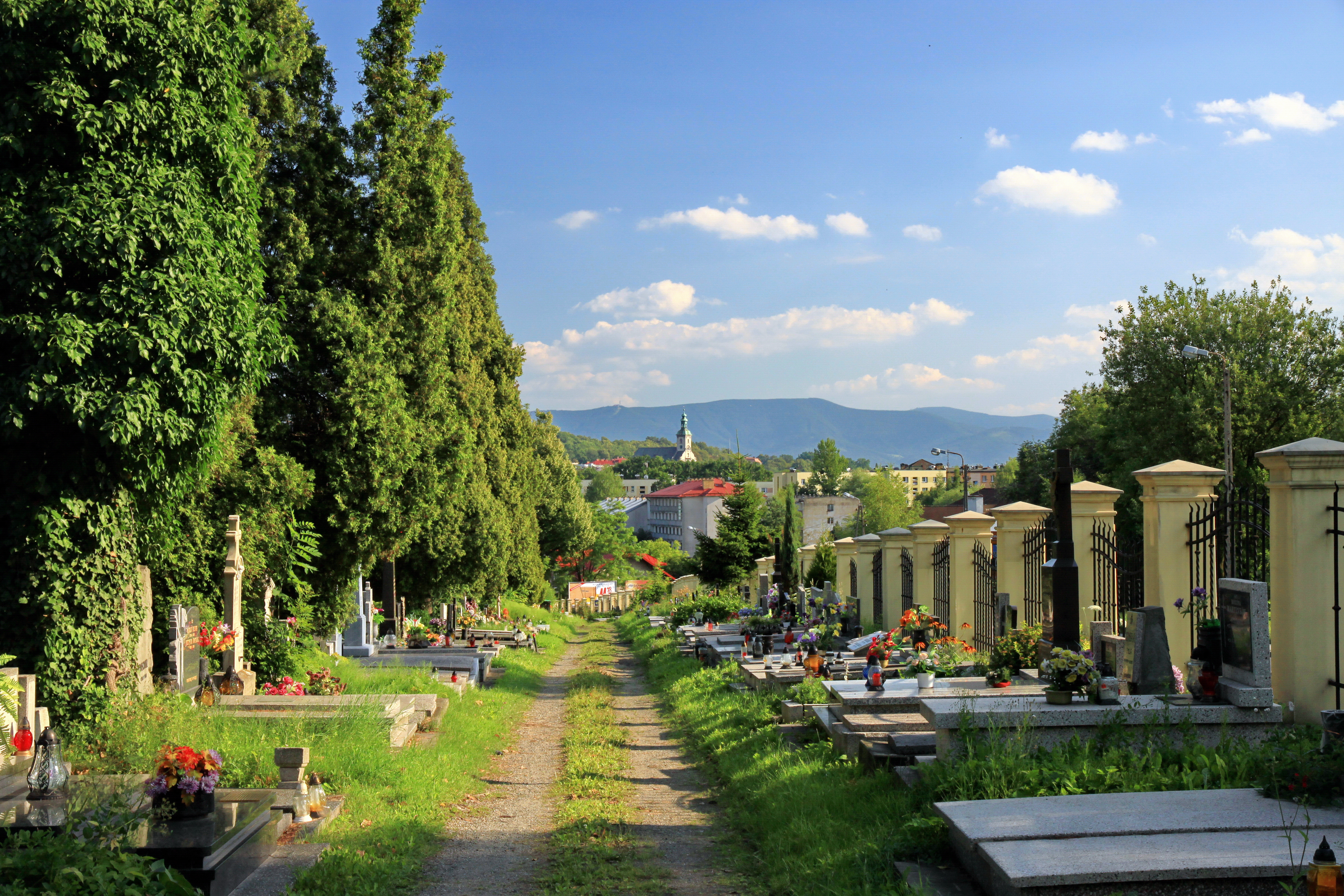
Cmentarz komunalny z widokiem na Kościół Jezusowy i Beskidy w tle
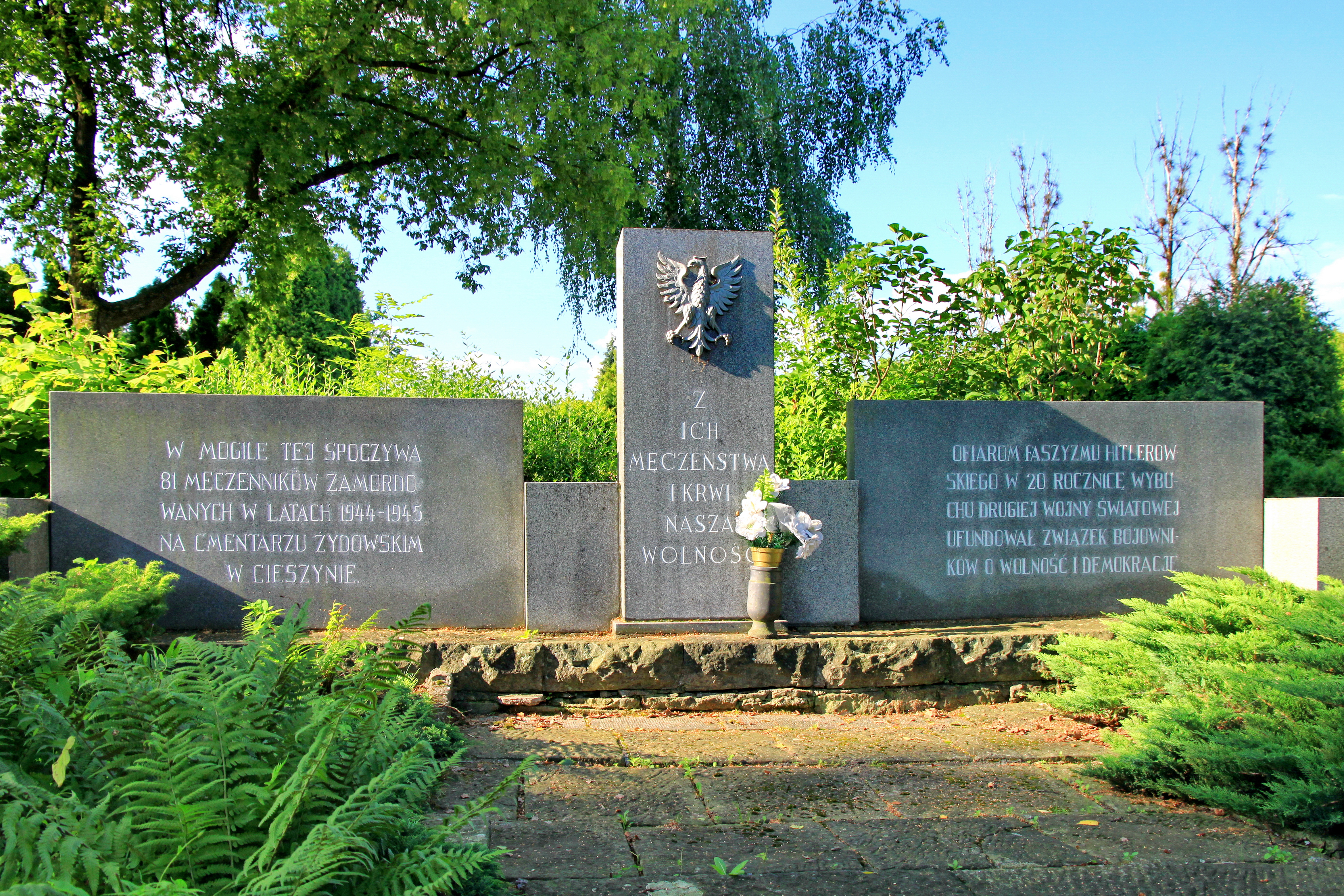
Mogiła ofiar II wojny światowej
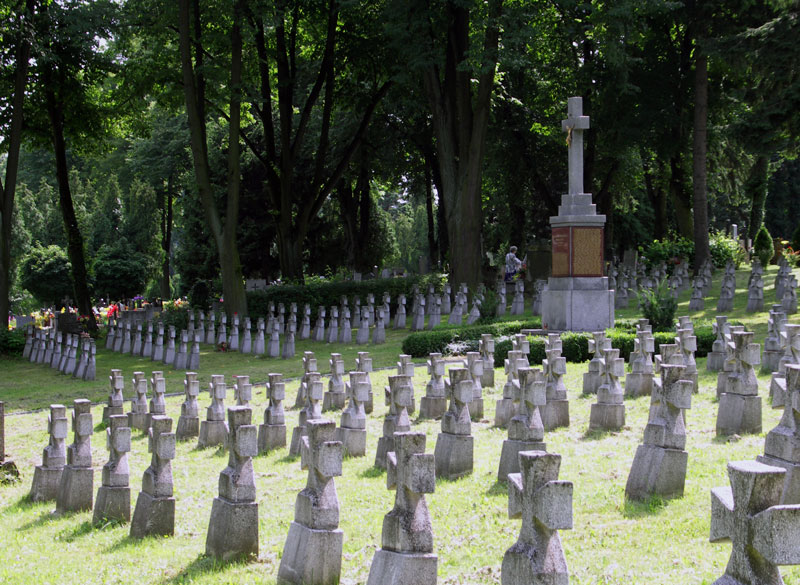
Kwatera żołnierzy I wojny światowej
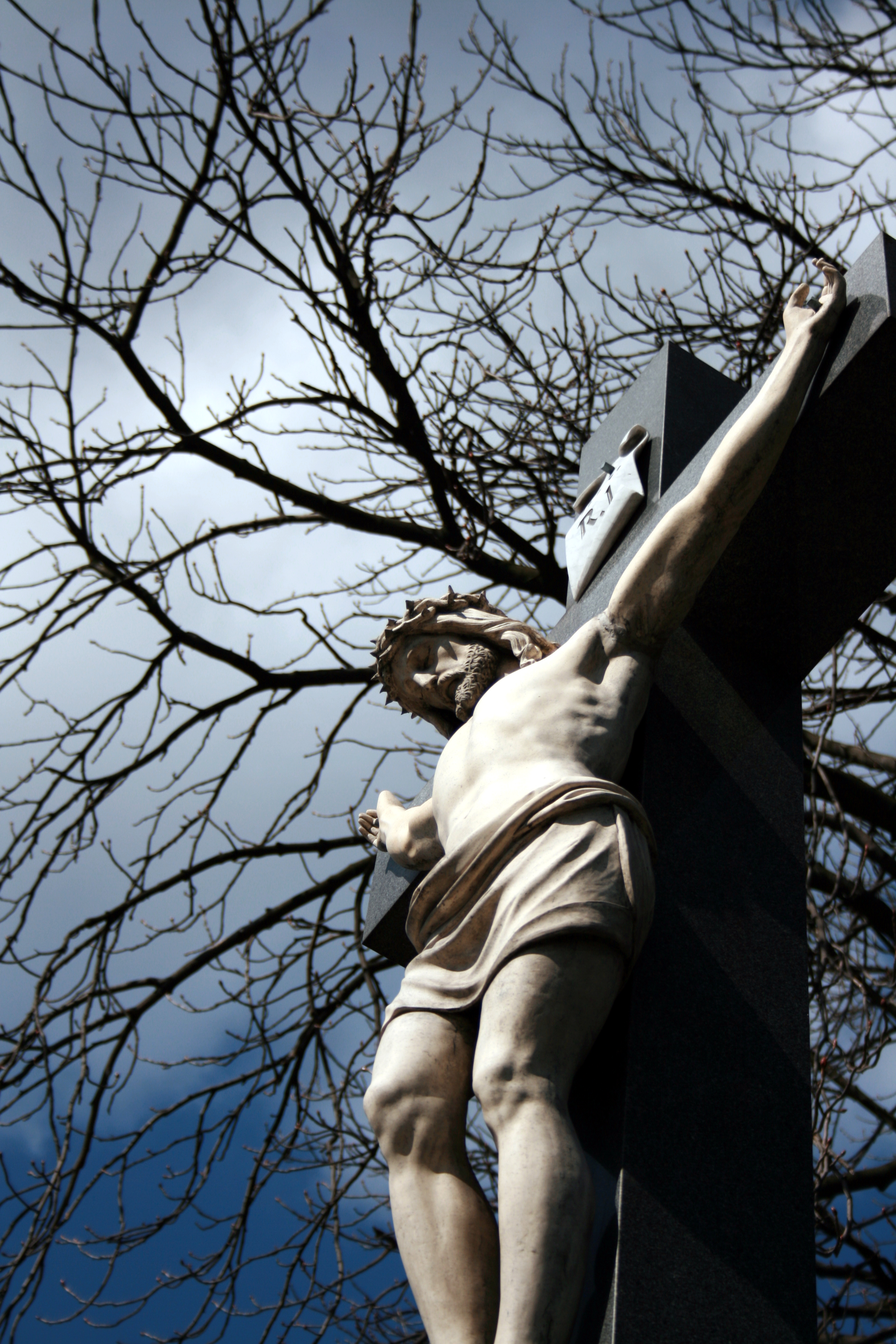
Krucyfiks w centralnej części cmentarza
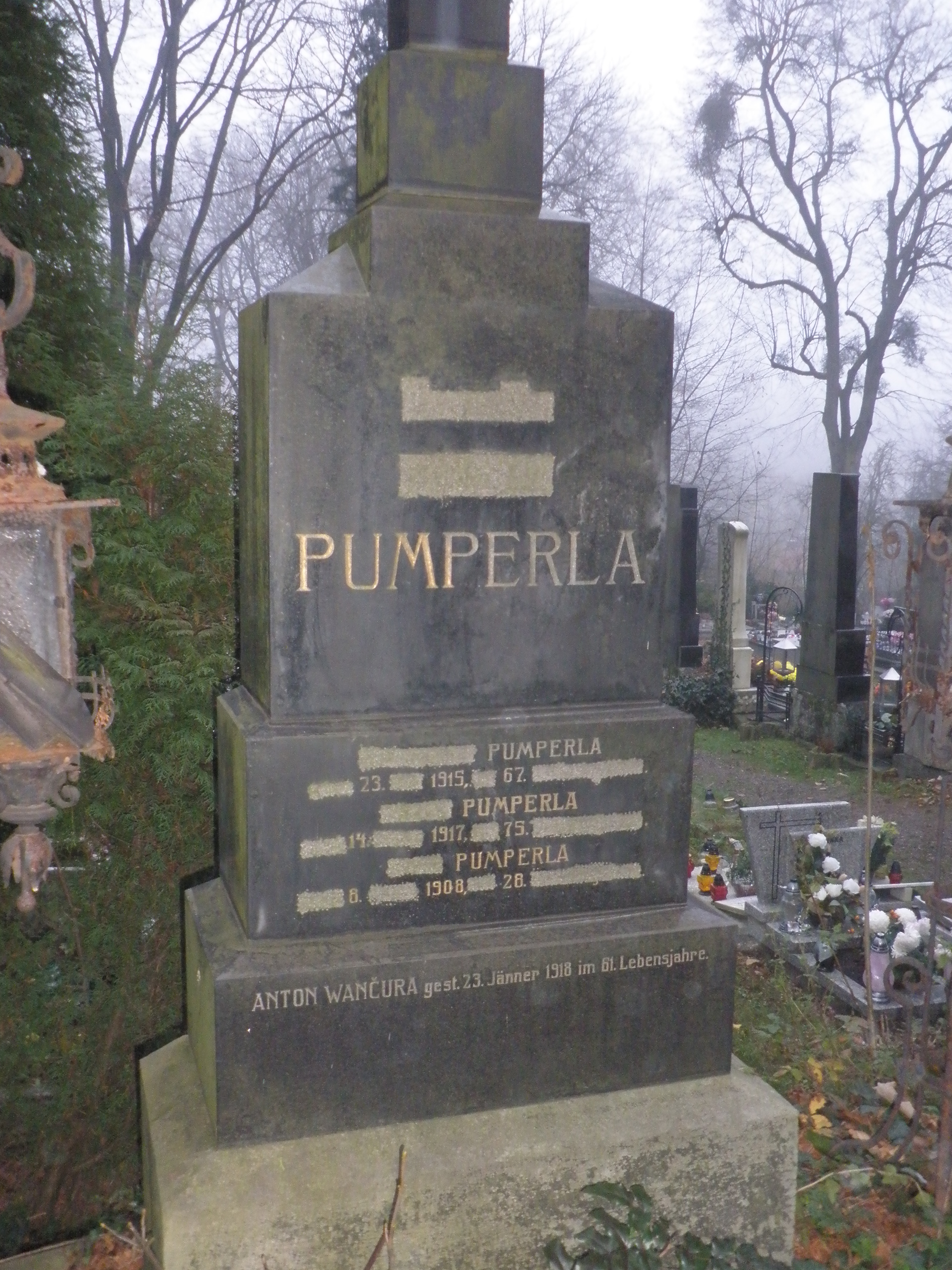
Nagrobek ze zniszczonymi niemieckimi napisami